# Inch of water
Die Einheit englisch Inches of water, wc, inch water column (inch WC), inAq, Aq, or inH2O ist eine Nicht-SI-Einheit für den Druck. Die Einheit wird im angloamerikanischen Maßsystem zur Messung von Druckunterschieden benutzt.
Sie ist definiert als der Druck einer Säule aus Wasser der Höhe 1 Zoll bei Standardbedingungen.
| 1 inH2O                               | = 248,84 Pa (60 °F)[1]         |
|                                       | = 2,4884 mbar bzw. hPa (60 °F) |
| = 0,0254 mH2O (4 °C)                  |                                |
| ≈ 0,0024558598569 atü                 |                                |
| ≈ 1,86645349124 Torr bzw. mmHg (0 °C) |                                |
| ≈ 0,0360911906567 PSI                 |                                |